# State of Love and Trust
«State of Love and Trust» es una canción del grupo Pearl Jam. Aparecería por vez primera en la banda sonora de la película Singles de 1992. La canción fue una de las primeras que fueron grabadas con el baterista Dave Abbruzzese, durante las sesiones donde se grabarían las canciones "Breath", "Dirty Frank", y una versión alternativa de "Even Flow". La canción también aparecería en la recopilación de grandes éxitos del grupo, Rearviewmirror: Greatest Hits 1991-2003. Sin embargo, la versión que aparece en dicho álbum es una mezcla alternativa, se utilizó la versión que aparece dentro de la película y no la que apareció en la banda sonora.
Cuando Pearl Jam tocó esta canción en la fiesta de presentación de la película, retransmitida por MTV, el cantante Eddie Vedder intencionalmente insertó malas palabras en la letra de la canción. Su productor Brendan O'Brien tuvo que usar extractos de la versión en estudio para tapar las frases de Vedder y poder tener una versión que pudiese ser transmitida por televisión.
Interpretaciones en vivo de "State of Love and Trust" pueden ser encontradas en el Box Set Live at the Gorge 05/06.
, en varios bottlegs y en el último trabajo en vivo de la banda "live on ten legs" del 2010.

## Significado de la letra
La letra de la canción está basada en lo que inspiraría de la película al cantante Eddie Vedder. Antes de una ejecución de la canción durante el concierto celebrado el 8 de septiembre de 1998 en Nueva Jersey, Vedder la introdujo como una canción acerca de ser fiel.